# Swarm
Swarm is een platformspel ontwikkeld door Hothead Games en uitgegeven door Ignition Entertainment op 22 maart 2011 voor de PlayStation 3 en 23 maart 2011 voor de Xbox 360. Het spel bevat veel zwarte humor, voornamelijk door de talloze manieren waarop een swarmite kan sterven.

## Gameplay
Het spel draait om 50 blauwe wezentjes, genaamd swarmites, en hun missie om DNA te vinden om hun ras te redden. De speler bestuurt de groep van vijftig swarmites, maar elke swarmite heeft zijn eigen AI waardoor de interactie altijd dynamisch is.
Het doel van elke missie is om het einde van het level te bereiken met ten minste nog één swarmite over. Tijdens de missie sterven swarmites op verschillende manieren, waaronder aan elektrocutie, gif, een dodelijke val en ontploffing. Een missie heeft meerdere checkpoints waarvandaan wordt gestart als alle vijftig swarmites dood zijn. Om bepaalde levels vrij te spelen moet de speler een bepaald aantal punten hebben gehaald in de voorgaande levels. Punten kunnen verkregen worden door DNA te zoeken. Tevens zijn er bepaalde DNA-clusters die fungeren als verzamelobjecten. Vaak kunnen deze alleen verkregen worden als er meerdere swarmites nog in leven zijn, door bijvoorbeeld een toren van swarmites te bouwen.